# George Cornewall Lewis
Pour les articles homonymes, voir Lewis.
George Cornewall Lewis, 2e baronnet, (21 avril 1806 - 13 avril 1863) est un homme d'État britannique et un homme de lettres. Il est surtout connu pour avoir préservé la paix en 1862, lorsque le cabinet britannique débat de l'intervention dans la guerre civile américaine. Des ministres importants tels que le chancelier de l'échiquier William Gladstone, le ministre des Affaires étrangères Russell et le premier ministre Palmerston voulaient favoriser la Confédération. S'inquiétant du danger d'une guerre raciale extrêmement sanglante aux États-Unis, ils souhaitent rétablir l'approvisionnement en coton brut indispensable pour l'industrie textile du Lancashire. Lewis, avertit des risques élevés pour les intérêts britanniques et sa position finit par l'emporter et les Britanniques restent neutres tout au long de la guerre civile .

## Famille
Il est né à Londres, fils de Thomas Frankland Lewis de Harpton Court, Radnorshire et de sa femme Harriet Cornewall. Thomas, après avoir occupé des postes subalternes dans diverses administrations, devient commissaire aux lois des pauvres et baronnet en 1846. Ses grands-parents maternels sont George Cornewall, 2e baronnet et Catherine Cornewall, fille de Velters Cornewall.
Il fait ses études au Collège d'Eton et à Christ Church, à Oxford, où, en 1828, il obtient une première classe en classiques et une deuxième classe en mathématiques. Il entre ensuite au Middle Temple et est appelé au barreau en 1831.
En 1844, Lewis épouse Maria Theresa Villiers, une femme littéraire. Elle est une fille de George Villiers (1759-1827) et Theresa Parker et une sœur cadette de George Villiers (4e comte de Clarendon). Elle est la veuve du romancier Thomas Henry Lister et mère de trois enfants de son précédent mariage. Une grande partie de leur vie de couple se passe à Kent House, Knightsbridge. Ils n'ont pas d'enfants. Sa femme et sa famille ont promu la carrière de Lewis .

## Carrière politique
En 1833, il entreprend ses premiers travaux en tant que membre de la commission d'enquête sur la situation des résidents irlandais pauvres au Royaume-Uni de Grande-Bretagne et d'Irlande. En 1834, Lord Althorp le nomme dans la commission d’enquête sur l’état des biens et des affaires de l’église en Irlande. Il rend un rapport sur les troubles locaux en Irlande et la question de l’église irlandaise (Londres, 1836), dans lequel il condamne le lien entre l’Église et l’État, et propose un financement de l’État pour le clergé catholique et maintient la nécessité de une organisation efficace du workhouse.
En 1847, il est élu député dans le comté de Hereford et Lord John Russell le nomme secrétaire du conseil de contrôle, mais quelques mois plus tard, il devient sous-secrétaire d'État aux Affaires intérieures. À ce titre, il présente deux projets de loi importants, l'un concernant la suppression des trusts à péage et la gestion des routes par un conseil de comté mixte, l'autre visant à définir et à réglementer la gestion des biens paroissiaux.
En 1850, il succède à Hayter en tant que secrétaire financier du Trésor. À peu près à la même époque, son essai sur l’influence de l’autorité en matière d’opinion est publié. De 1853 à 1854, il siège à la Commission royale sur la ville de Londres.
En 1855, Lewis succède à son père comme baronnet. Il est immédiatement élu député de l'arrondissement de Radnor et Lord Palmerston le nomme Chancelier de l'Échiquier. Il a un prêt de guerre à contracter et de lourdes taxes supplémentaires à imposer, mais son secteur d'activité, sa méthode et sa vision claire l'emportent.
Après le changement de ministère en 1859, il devient ministre de l'Intérieur sous Lord Palmerston et, en 1861, à contrecœur, il succède à Sidney Herbert (Lord Herbert of Lea) au ministère de la Guerre. À ce titre, il plaide avec succès contre l'appel de Russell à la médiation britannique dans la Guerre de Sécession à l'automne de 1862.

## Carrière littéraire et scientifique
Il étudie la linguistique. Avant de quitter le collège, il publie des observations sur la doctrine des Cinq universaux de Richard Whately et, peu après, il aide Connop Thirlwall et Julius Charles Hare à créer le Philological Museum. Son successeur est le Classical Museum qu'il appuie également par des contributions occasionnelles.
En 1835, il publie un Essai sur l’origine et la formation des langues romanes (réédité en 1862), la première critique au Royaume-Uni de Grande-Bretagne et d’Irlande de la théorie de François Just Marie Raynouard, sur la poésie des troubadours.
Il compile également un glossaire de termes provinciaux utilisés dans le Herefordshire et les comtés limitrophes. Mais le travail le plus important de cette période est celui auquel ses goûts logiques et philologiques ont contribué. Les remarques sur l'utilisation et l'abus de certains termes politiques (Londres, 1832) ont peut-être été suggérées dans le Book of Parliament Fallacies de Jeremy Bentham, mais elles montrent toute la pensée originale et claire qui caractérise ses œuvres politiques plus vastes et plus tardives.
De plus, il traduit August Böckh L'économie publique d'Athènes et l'histoire de Muller de la littérature grecque, et il a aidé Henry Tufnell dans la traduction des "Doriens" de Müller. Quelque temps après, il a édité un texte des Fables de Babrius.
Alors que son ami Abraham Hayward dirige le Law Magazine, il y écrit fréquemment sur des sujets tels que les peines secondaires et le système pénitentiaire. En 1836, à la demande de Charles Grant, il accompagne John et Sarah Austin à Malte, où ils passent près de deux ans à faire le point sur la situation de l'île et à élaborer un nouveau code de lois.
L'un des principaux objectifs des deux commissaires est d'associer les Maltais au gouvernement responsable de l'île. À son retour en Grande-Bretagne, Lewis succède à son père en tant que l'un des principaux commissaires chargés de la législation sur les lois relatives aux pauvres. La dissertation sur le gouvernement des dépendances parut en 1841: déclaration systématique et discussion sur les diverses relations dans lesquelles les colonies peuvent se tenir vis-à-vis de la mère patrie.
À la dissolution du parlement qui suit la démission du ministère de Lord John Russell en 1852, Lewis cherche à être réélu aux élections générales du Royaume-Uni en 1852. Il est battu pour Herefordshire puis pour Peterborough. Exclu du Parlement, il accepte d'écrire dans la Edinburgh Review et reste rédacteur en chef jusqu'en 1855.
Durant cette période, il siège à la commission d'Oxford et à celle chargée d'enquêter sur le gouvernement de Londres. Mais ses principaux fruits sont le Traité sur les méthodes d’observation et de raisonnement en politique et l’enquête sur la crédibilité de l’histoire romaine primitive, dans lesquels il s’est attaqué vigoureusement à la théorie des laïcs épiques et à d’autres théories sur la reconstruction de Barthold Georg Niebuhr.
En 1859, il publie la dissertation sur la compétence étrangère et l'extradition de criminels, un sujet sur lequel l'attention portée à la tentative d'assassinat de Napoléon III, les discussions sur le projet de loi sur le complot et le procès de Bernard attirent l'attention. Il préconise l'extension des traités d'extradition et condamne la principale idée de Weltrechtsordnung proposée par le professeur Robert von Mohl de Heidelberg.
Ses deux derniers travaux sont l'Enquête sur l'astronomie des anciens, dans lesquels, sans professer aucune connaissance des langues orientales, il applique une analyse sceptique à l'ambitieuse égyptologie de Bunsen; et le Dialogue sur la meilleure forme de gouvernement dans lequel, sous le nom de Crito, l’auteur fait remarquer aux partisans des divers systèmes qu’il n’existe pas de gouvernement abstrait qui soit le meilleur possible pour tous les temps et tous les lieux. Un essai sur les caractéristiques des gouvernements fédéral, national, provinciaux et municipaux ne semble pas avoir été publié.